# Васильєв Петро Іванович
Петро Іванович Васильєв (1907, Маріуполь — ????) — сталевар мартенівського цеху Маріупольського металургійного комбінату імені Ілліча, новатор металургійного виробництва, Герой Соціалістичної Праці.

## Біографія
Народився в 1907 році в Маріуполі в селянській родині. У 1927 році прийшов у 3-й мартенівський цех заводу імені Ілліча сталеваром.
Після відвоювання Маріуполя у німців брав активну участь у відновленні заводу, закінчив технікум, працював майстром в мартенівському цеху. Найкращий сталевар СРСР за підсумками 1946 року.

## Нагороди
За підсумками першої семирічки 1950—1957 років бригада Петра Васильєва була визнана найкращою в галузі, за що йому 19 липня 1958 року було присвоєно звання Героя Соціалістичної Праці.
Нагороджений орденами Леніна, Трудового Червоного Прапора, медалями.